# Canon EOS 300D
A Canon EOS 300D, fabricada pela Canon, foi comercializada na América do Norte como  EOS Digital Rebel, no Japão como EOS Kiss Digital, e também foi vendido como o modelo de referência DS6041. É uma câmera DSLR de 6,3 megapixels. Foi inicialmente anunciada em 20 de agosto de 2003 a um preço de US$ 899 sem lente, US$ 999 com a lente em um "kit". Faz parte da linha Canon EOS de câmeras. Este foi um marco significativo nas câmeras digitais, já que foi a primeira SLR digital oferecida perto dos US$ 1000.
A 300D foi uma das primeiras câmeras digitais SLR (single lens reflex) que custaram menos de 1000 euros (£ 830 às taxas de câmbio de janeiro de 2012).

## Recursos
A 300D é muitas vezes comparada com a Canon EOS 10D, que possui praticamente o mesmo sensor de imagem CMOS e chip de processamento de imagem. Vários recursos da 10D podem ser desbloqueados e usadas na 300D usando firmware não-oficial.

O corpo de policarbonato da 300D estava originalmente disponível na América do Norte em cor prateada, enquanto que a versão japonesa estava disponível em preto. Mais tarde, as versões negras do 300D também foram lançadas nos EUA e na Europa.
A 300D foi a primeira câmera a usar o sistema de montagem Canon EF-S sendo também compativeis com as lentes de montagem  EF. A Canon introduziu a EF-S 18-55mm como a lente de um kit junto com o corpo da 300D.